# Winthrop (Washington)
Winthrop é uma cidade  localizada no estado norte-americano de Washington, no Condado de Okanogan.

## Demografia
Segundo o censo norte-americano de 2000, a sua população era de 349 habitantes.
Em 2006, foi estimada uma população de 371, um aumento de 22 (6.3%).

## Geografia
De acordo com o United States Census Bureau tem uma área de
2,3 km², dos quais 2,3 km² cobertos por terra e 0,0 km² cobertos por água. Winthrop localiza-se a aproximadamente 539 m acima do nível do mar.

## Localidades na vizinhança
O diagrama seguinte representa as localidades num raio de 52 km ao redor de Winthrop.